# Rajgarh (Rajgarh)
Rajgarh è una suddivisione dell'India, classificata come nagar panchayat, di 23.927 abitanti, capoluogo del distretto di Rajgarh, nello stato federato del Madhya Pradesh. In base al numero di abitanti la città rientra nella classe III (da 20.000 a 49.999 persone).

## Geografia fisica
La città è situata a 24° 0' 0 N e 76° 43' 0 E e ha un'altitudine di 375 m s.l.m..

## Società

### Evoluzione demografica
Al censimento del 2001 la popolazione di Rajgarh assommava a 23.927 persone, delle quali 12.554 maschi e 11.373 femmine. I bambini di età inferiore o uguale ai sei anni assommavano a 3.453, dei quali 1.821 maschi e 1.632 femmine. Infine, coloro che erano in grado di saper almeno leggere e scrivere erano 16.804, dei quali 9.831 maschi e 6.973 femmine.